# Rojbin Erden
Rojbin Erden (n. 15 august 2000, Istanbul, Turcia) este o actriță turcă.

## Viață și carieră
Rojbin Erden s-a născut pe 15 august 1996 la Istanbul. Familia ei este originară din Muğla. Ea a studiat Conservatorul la Universitatea din Istanbul. Și-a făcut debutul în actorie în anul 2021, într-un episod din Çıplak [Naked]. Din 2022 până în 2023, a jucat în serialul de televiziune Gelsin Hayat Bildigi Gibi [Let Life Come as It Knows]. În  2023, Erden a primit rolul lui Asi în serialul Yabani [Wild Heart], serial în care joacă și în prezent și pentru care aceasta a câștigat numeroase premii, inclusiv premiul "En iyi dizi çifti" oferit de Pantene Altın Kelebek,premiu pe care aceasta la primit alături de actorul Bertan Asllani.

## Filmografie
- 2021: Çıplak (serial TV, 1 episod)
- 2022–2023: Gelsin Hayat Bildiği Gibi (serial TV, 41 de episoade)
- din 2023: Yabani (serial TV)

## Rolul din serialulYabani
În 2023, a început să portretizeze personajul Asi în serialul de televiziune Yabani (Wild Heart sau Inimă rebelă]). Acest rol i-a adus celebritatea și dincolo de granițele Turciei, actrița având o mare comunitate de susținători din fiecare colț al lumii. 

## Premii câștigate
- "En iyi dizi çifti-Pantene Altın Kelebek (2024)
- Best Actress-Dizilah Guzel Awards (2024)
- 2024 Rising Star-Dizilah Guzel Awards (2024)
- Best Couple-Dizilah Guzel Awards (2024)
- Yılın En Yakıșan Dizi Çifti -Kizlar soruyor (2024)

### Rețele de socializare
- Instagram-Rojbin Erden: https://www.instagram.com/rojbinerdn/?hl=en